# 亀田高綱
亀田 高綱（かめだ たかつな）は、戦国時代から江戸時代前期にかけての武将。

## 生涯
永禄元年（1558年）、尾張国葉栗郡にて柴田勝家の家臣、溝口半左衛門の子として誕生する。はじめは溝口半之丞と称し、勝家の養子である柴田勝豊に仕えた。天正11年（1583年）の賤ヶ岳の戦いでは勝豊が羽柴秀吉に味方したのに対し、高綱は勝家方に付いて奮戦した。
戦後は亀田権兵衛と変名して浅野長政・幸長父子に仕え、小田原征伐・朝鮮出兵・関ヶ原の戦いに従軍し、慶長6年（1601年）、浅野家が紀州へ移封された際に7,000石を与えられ家老となる。
慶長20年（1615年）、大坂夏の陣の前哨戦である樫井の戦いでは上田重安とともに豊臣軍を撃退した。寛永元年（1624年）、論功を巡って重安と争い、浅野家を去ると入道して鉄斎員徳と号し、和泉国堺に閉居した後、高野山に隠棲、『亀田大隅一代働覚』、『泉州樫井表合戦次第覚書』を著した。
寛永10年（1633年）8月13日、死去。

## 関連作品
小説
- 高橋直樹『亀田大隅 最後の戦国武将』（1995年、講談社）ISBN 9784062078405